# Жомарт
Жомарт (каз. Жомарт) — станция в Жанааркинском районе Карагандинской области Казахстана. Входит в состав Ералиевского сельского округа. Код КАТО — 354453400.

## Население
В 1999 году население станции составляло 70 человек (38 мужчин и 32 женщины). По данным переписи 2009 года, в населённом пункте проживало 199 человек (114 мужчин и 85 женщин).